# ديفيد فلويد
ديفيد فلويد (بالإنجليزية: David Floyd)‏ هو سياسي أمريكي، ولد في 2 أكتوبر 1951 في لويفيل في الولايات المتحدة. حزبياً، نشط في الحزب الجمهوري.